# BOB (舞台)
『BOB』（ボブ）は、演出家・西田征史が作・演出を手掛けた日本の舞台作品。主演は関ジャニ∞の丸山隆平。

## 概要
本作は、周りが呆れるほどバカップルな夫婦が、結婚5年目にして離婚危機を迎え、2人の仲を心配する売れないお笑い芸人である夫の相方を交えた三人芝居のシチュエーション・コメディとなっている。
劇中では3人が一人二役を演じ、計6人のキャラクターが登場している。この構成に対し、本作の作・演出を手掛けた西田征史は、「とにかく構造で見せるお話を作りたかった」と、インタビューにてコメントしている。

## 公演情報
- 東京公演
  - 2012年4月27日 - 5月21日：東京グローブ座
- 大阪公演
  - 2012年5月24日 - 5月29日：サンケイホールブリーゼ

## キャスト
- 田畑春彦：丸山隆平
- 田畑夏美：平愛梨
- 健太：片桐仁

## スタッフ
- 作・演出：西田征史
- 美術：二村周作
- 照明：佐藤 啓
- 音楽：サキタハヂメ
- 音響：高塩 顕
- 映像：上田大樹、大鹿奈穂
- 衣裳：伊賀大介
- ヘアメイク：大宝みゆき
- 演出助手：渡邊千穂
- 舞台監督：高橋大輔＋至福団
- 宣伝美術：永瀬祐一
- 宣伝カメラマン：廣田美緒
- 宣伝スタイリスト：伊賀大介
- 宣伝ヘアメイク：山﨑陽子、岩下倫之、白石真弓
- 宣伝PR：ディップスプラネット
- 制作助手：嶋田聖奈、松宮 愛
- 制作：時田曜子
- キャスティング：明石直弓
- プロデューサー：山下秀樹、伊藤達哉
- エグゼクティブプロデューサー：藤島ジュリーK.
- 主催・企画製作：東京グローブ座
- 制作協力：ゴーチ・ブラザーズ
- 運営協力：キョードー大阪（大阪公演）